# وراتیسلاو برابنتس
وراتیسلاو برابنتس (انگلیسی: Vratislav Brabenec؛ زادهٔ ۲۸ آوریل ۱۹۴۳) نوازنده و شاعر اهل کشور جمهوری چک است. وی از سال ۱۹۷۲ میلادی تاکنون مشغول فعالیت بوده‌است.